# Забелин, Евгений Николаевич
Евге́ний Никола́евич Забе́лин  (наст. имя и фам. Леонид Савкин, псевд. Мих. Волков, Виктор Волков, Игорь Преображенский; 5 августа 1905, Тюкалинск — 3 января 1943, Севвостлаг) — русский поэт, прозаик, фельетонист.

## Биография
Родился 5 августа 1905 года в семье священника градоомской Параскевиевской (Шкроевской) церкви Николая Афанасьевича Савкина.
Первые стихотворные опыты — рифмованные эпитафии к надгробиям бывших прихожан церкви. Вошёл в круг омских литераторов благодаря Антону Сорокину, придумавшему для молодого поэта псевдоним. В 1921 году участвовал в собраниях «Омской артели писателей и поэтов», печатался в местных газетах. В октябре 1926 года в газете «Рабочий путь» появилось стихотворение Забелина «Полынь», там же за два с небольшим года опубликовано более сорока его стихотворений. В Омске сблизился с Павлом Васильевым, вместе с ним отправился в поездку по Сибири и Дальнему Востоку.
В середине февраля 1929 года приехал в Москву, стал постоянным автором многих столичных журналов: «Новый мир», «Красная новь», «Красная нива», «30 дней», «Пролетарский авангард», печатался в газете «Известия», пробовал себя в прозе.
7 марта 1932 года арестован по обвинению в участии в контрреволюционной группировке (т. н. «дело Сибирской бригады»), 2 июля приговорён к ссылке в Северный край. Работал продавцом в книжном магазине в Сыктывкаре; осенью 1933 попросил перевести его в Пезмог на стройку лесного комбината, где познакомился с будущей женой, Анастасией Преображенской. 15 ноября 1934 года, после пересмотра дела, освобождён от ссылки досрочно.
С женой поселился в подмосковной Тарасовке. В начале 1936 года вместе с семьёй переехал в Вологду, публиковал стихи и фельетоны в газетах «Красный Север» и «Северный путь».
4 ноября 1937 года арестован вторично, 28 апреля 1938 года осуждён к 10 годам ИТЛ. По официальной справке, умер от паралича сердца. Реабилитирован 26 октября 1957 года (по первому делу — 17 апреля 1989 года).